# Lynn Hughes
Lynn Hughes est une artiste et conceptrice de jeux numériques canadienne née en 1951 à Vancouver en Colombie-Britannique. 

## Biographie

### Éducation
Lynn Hughes naît en 1951 en Colombie-Britannique au Canada. Elle vit en Zambie de 1952 à 1961, à Madrid en Espagne de 1961 à 1963, puis en Angleterre où elle poursuit de 1969 à 1971 des études en littérature anglaise à l'Université de Liverpool. À partir de 1971, elle s'installe au Canada où elle obtient, de l'Université de Toronto, un baccalauréat en littérature anglaise en 1972, puis une maîtrise en histoire et philosophie des sciences et de la technologie avec une concentration en histoire des mathématiques en 1990. De 1972 à 1976, elle reçoit une formation en peinture et en céramique à l'École des beaux-arts et à l'École des arts appliqués à l'industrie à Paris ainsi qu'au Vancouver Art College en Colombie-Britannique. 

### Enseignement et recherche
Lynn Hughes est professeure associée au département des arts plastiques de la faculté des arts de l'Université Concordia où elle donne des cours de peinture. Par la suite, elle enseigne dans le programme Intermédias (vidéo, performance et arts électroniques). En 2001, elle apporte une contribution significative à la conception, à la structuration et au financement d'Hexagram, un réseau international destiné à la recherche-création en arts médiatiques, design, technologie et culture numérique. En 2008, dans le but de regrouper des concepteurs et des créateurs, Lynn Hughes et le sociologue Bart Simon fondent le pôle Technoculture, Art and Games (TAG) ,  de l'institut de recherche transdisciplinaire Milieux Institute for Arts, Culture, and Technology à l'Université Concordia,. TAG vise les créations destinées aux festivals et aux expositions plutôt qu'au marché lucratif du jeu vidéo. En 2011, avec Jean Dubois, elle fonde et codirige Interstices, un groupe de recherche et de création en arts médiatiques interuniversitaire, soit avec l'Université Concordia et l'Université du Québec à Montréal. De 2014 à 2018, elle est titulaire de la Chaire de recherche sur le design d'interaction et l'innovation des jeux (Chair in Interaction Design and Games Innovation) à l'Université Concordia.  

### Carrière artistique
Du début des années 1980 au milieu des années 1990, elle se fait connaître pour ses peintures intégrant des questions scientifiques et philosophiques. Au début des années 1990, elle crée des œuvres qui explorent la relation entre les mathématiques et l'art, et entre les femmes et les mathématiques,. En 2003, Lynn Hughes et Simon Laroche, du groupe Interstices, présentent Perversely Interactive System qui montre un personnage virtuel interagissant avec l'état du spectateur. Un galvanomètre mesure le niveau de stress du spectateur à l'approche de l'image projetée d'une femme qui atteint l'échelle humaine s'il parvient à demeurer imperturbable. S'il échoue, elle retourne sur ses pas. En 2014, avec des membres de TAG, elle crée Propinquity (Proximité), un jeu interactif présenté aux États-unis et en Belgique.  

## Collections
- Musée des beaux-arts du Canada : les dessins Sans titre no 1 à no 6 (1983) et la peinture Annonciation pour William James (1982) de la série Les Suspects[2].
- Musée d'art contemporain de Montréal : Still Life for David (1984)

## Expositions

### Comme artiste
- 1984 : Lynn Hughes, Galerie Powerhouse et Espace 22[16]
- 1995 : Tentative Equations, Oboro, Montréal[14]
- 1995 : Picture Theory, YYZ Gallery, Toronto
- 2003 : 4 x 5 à 7 : présentations de prototypes, Dare-Dare, Montréal, 26 février au 22 mars[17]
- 2014 : Propinquity (Proximité), par Lynn Hughes, Bart Simon et Jane Tinqely[5],[18]

### Comme commissaire
- 2008 : Coefficients d'intimité, exposition du groupe Interstices : Matthew Biederman, Jean Dubois et Chloé Lefebvre, Karmen Franinovic, Ying Gao, Adad Hannah et Niklas Roy, Lynn Hughes et Heather Kelley avec Geoffrey Jones, James Partaik, François Quévillon. Commissaires : Lynn Hughes et Jean Dubois. Optica, Montréal, 13 septembre au 18 octobre[19],[20]
- 2012 : Joue le jeu / Play Along. Commissaires : Lynn Hugues, Heather Kelley, Cindy Poremba. La Gaîté Lyrique, Paris[21]

## Ouvrage
- Penser l’indiscipline : recherches interdisciplinaires en art contemporain  (préf. Lynn Hughes), Montréal, Optica, 2001, 199 p. (ISBN 2922085066, lire en ligne)

#### Conférence
- Lynn Hughes: Values and Venues in Contemporary Game Culture / Valeurs et lieux de diffusion dans la culture du jeu contemporaine (vidéo en anglais) Colloque Molior, Un art contemporain numérique. Conservation, diffusion et marché, Centre canadien d'architecture, Montréal, 24 novembre 2016